# Bistum Uberlândia

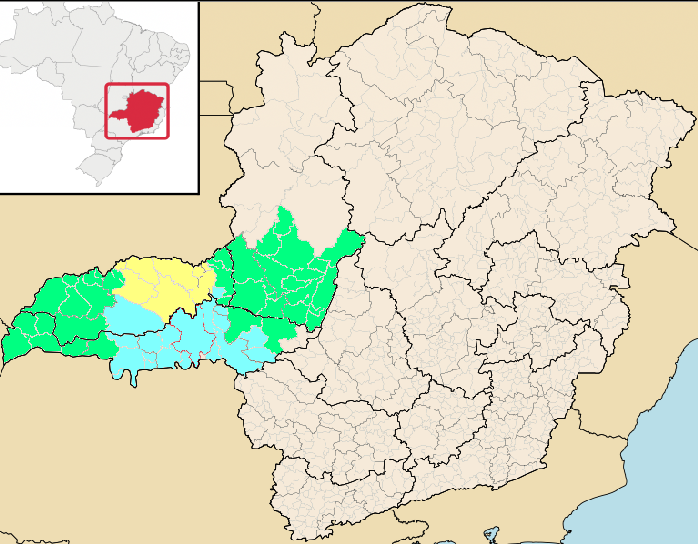
Ecclesiastical Province of Uberaba.

Regional CNBB Leste 2.

Das Bistum Uberlândia (lateinisch Dioecesis Fertiliensis, portugiesisch Diocese de Uberlândia) ist eine in Brasilien gelegene römisch-katholische Diözese mit Sitz in Uberlândia im Bundesstaat Minas Gerais.

## Geschichte
Das Bistum Uberlândia wurde am 22. Juli 1961 durch Papst Johannes XXIII. aus Gebietsabtretungen des Bistums Uberaba errichtet. Am 16. Oktober 1982 gab das Bistum Uberlândia Teile seines Territoriums zur Gründung des Bistums Ituiutaba ab.
Es ist dem Erzbistum Uberaba als Suffraganbistum unterstellt.

## Bischöfe von Uberlândia
- Almir Marques Ferreira, 1961–1977
- Estêvão Cardoso de Avellar OP, 1978–1992
- José Alberto Moura CSS, 1992–2007, dann Erzbischof von Montes Claros
- Paulo Francisco Machado, seit 2008